# Дордой (футбольний клуб)

Старий логотип клубу

«Дордой» (кирг. Дордой) — киргизський футбольний клуб, який представляє Бішкек. Був заснований у 1997 році. З 2004 року представляв місто Нарин і носив назву «Дордой-Динамо». В 2010 був повернувся до Бішкеку і став називатися «Дордой». Один з найбільш титулованих і найсильніших клубів Киргизії.

## Колишні назви
- 1997 — 1998: Дордой Нарин
- 1998 — 1999: Дордой-Жаштик-СКІФ
- 1999 — 2004: Дордой Нарин
- 2004 — 2010: Дордой-Динамо Нарин
- 2010 — т. ч.: Дордой Бішкек

## Історія

### Ранній період
Клуб був заснований в 1997 році бізнесменом Аскаром Салимбековим. До першого складу команди увійшли гравці юнацького клубу «Семетей» з Бішкека. 
Свій перший матч наринський «Дордой» провів, 3 березня 1997 року в розіграші відкритої зимової першості Бішкека. Команда виграла з рахунком 1:0 у «Алги-ППО», яка в тому сезоні стала срібним призером чемпіонату. Виступ у професійних змаганнях Дордой почав з першої ліги. У дебютному сезоні 1997 року Дордой зміг зайняти лише 8-ме місце в турнірі.
У 1998 році Дордой об'єднався з командою Інституту фізичної культури і став називатися «Дордой-Жаштик-СКІФ». У першій лізі 1998 виступали 12 команд, включаючи Дордой. За підсумками сезону наринчани посіли третє місце, поступившись лише клубам «Динамо-Азія-Караван» та КРЛ «Динамо». Однак вони відмовилися боротися за місце у вищій лізі, і тому стикові матчі грав Дордой. За їх підсумками, наринчане перейшли до прем'єр-ліги. У цьому ж сезоні, Дордой повинен був дебютувати в Кубку Киргизстану. Першим матчем повинен був стати матч 1/16 фіналу проти КВТ Динамо (нині - Хімік). Однак, пізніше Дордой відмовився від участі.
1999 рік став першим для «Дордоя» у вищій лізі чемпіонату Киргизстану. І дебютант із першого заходу зумів застрибнути на 5 місце з 12 можливих та відстала від бронзових призерів ФК Жаштик-Ак-Алтин та ФК «Політ» на 14 очок. У цьому ж сезоні Дордой дебютував в Кубку Незалежності Киргизстану. В 1/32 фіналу наринчанці зустрілися з ФК «Енесай» та благополучно обіграли його з рахунком 5:2. Наступною перешкодою для Дордоя стало «Динамо-Аеропорт». Однак суперник знявся зі змагань, і Дордой пройшов до 1/8 фіналу за рахунок технічної перемоги.
У 2000 році за підсумками чемпіонату Дордой зайняв 6-те місце, а чемпіоном став «СКА-ППО». Однак цей сезон став незабутнім для команди, тому що її склад поповнився найрезультативнішим футболістом Киргизстану з 1992 по 2006 роки Замірбеком Жумагуловим. В даний час він є одним з тренерів команди. У Кубку Киргизстану 2000 року Дордой вибув на першій же стадії - 1/8 фіналу, програвши Динамо з Бішкеку з рахунком 0:3.
У 2001 році склад Дордоя поповнив захисник Руслан Сидиков, який протягом останніх років був беззмінним капітаном команди. У цьому сезоні Дордой вперше завоював бронзові медалі чемпіонату Киргизстану. Свій успіх клуб повторив в двох наступних чемпіонатах: 2002 і 2003 роках.

### Перші перемоги
У 2004 році Дордой був перейменований в «Дордой-Динамо». А пост головного тренера зайняв досвідчений фахівець Борис Подкоритов, який за свою кар'єру попрацював і за кордоном - в Алжирі та Казахстані. Новий тренер поповнив команду кількома досвідченими футболістами, які в той час були кращими гравцями збірної. Тоді Дордой заграв абсолютно в інший футбол, і з перших турів чемпіонату стало ясно, що уболівальників чекає інтрига в кінці сезону. Все так і сталося. Дордой вперше в своїй історії виграв чемпіонат, на 5 очок випередивши головного противника СКА-Шоро (нині - Алга). Кращим бомбардиром ліги тоді став Замірбек Жумагулов, який забив 28 м'ячів. А в фіналі Кубку Незалежності Дордой обіграв «Жаштик-Ак-Алтин» з рахунком 1: 0 і вперше в історії виграв Кубок Киргизстану. Єдиний гол в матчі забив Марлен Касимов.
Перед початком сезону 2005 року команду покинув Борис Подкоритов, а його місце зайняв Михайло Тягусов, який займав цей пост раніше. Результат того сезону вирішував «Золотий матч» з «Шоро-СКА». Переможець не визначився ні в основний, ні в додатковий час, і долю матчу вирішувала серія пенальті. За їх підсумками, з рахунком 4:2 перемогу здобув Дордой і вдруге завоював чемпіонський титул. У фіналі Кубку Киргизстану 2005 року Дордой знову обіграв «Жаштик-Ак-Алтин» з рахунком 1:0 і вдруге завоював цей трофей. Голеадором став Сергій Чікішев.
Сезон 2006 року Дордой провів всього лише з однією поразкою. Однак, як і в минулому сезоні, чемпіонство було розіграно в золотому матчі - але тепер суперником наринчан став вже кантський «Абдиш-Ата». У цьому поєдинку переміг «Дордой-Динамо», з рахунком 4:0.
У сезоні 2007 року Дордой знову виграв чемпіонат, але відірвався від «Абдиш-Ати» вже на 9 очок. Однак в кубку країни на стадії 1/4 фіналу Дордой поступився своєму супернику, програвши обидва матчі з мінімальним рахунком 0:1.

### Новітня історія
Новітня історія пов'язана з приходом російського фахівця з Москви Сергія Дворянкова, який пропрацював в клубі головним тренером з 2008 по 2013 роки. 2008 рік - «Дордой-Динамо» знову стає чемпіоном Киргизстану, випередивши свого заклятого суперника - «Абдиш-Ату». Завойовує команда і Кубок Киргизстану, знову перемігши у фіналі «Жаштик-Ак-Алтин» з Кара-Суу.
У сезоні 2009 року «Дордой-Динамо» - знову чемпіон країни (позаду знову «Абдиш-Ата»), однак у фіналі Кубку країни замість «Дордоя» грали інші команди - «Абдиш-Ата» та «Алай».
2010 рік почався для команди перебазування з Нарина до Бішкеку. В чемпіонаті Дордой займає друге місце, пропустивши вперед «Нефтчі» з Кочкор-Ати. Однак у фіналі кубку дордоєвці взяли реванш, розгромивши нафтовиків з рахунком 3:0. Голами в тому матчі відзначилися Юрій Волос, Ельдар Аміров і Мірлан Мурзаєв. Примітно, що на стадії півфіналу «Нефтчі» розгромив власний фарм-клуб з рахунком 19:2 за сумою двох матчів.
У 2011 році вже бішкекський Дордой реабілітувався і виграв чемпіонат. У Кубку Киргизстану 2011 року Дордой вибув, програвши у півфіналі кочкор-атинському «Нефтчі» з рахунком 1:2.
У 2012 році Дордой у восьмий раз став чемпіоном Киргизстану. У фіналі кубка з розгромним рахунком 6:1 дордоєвці обіграли «Алгу» і в шостий раз завоювали трофей.

### Виступи на міжнародних турнірах
Перший розіграш Кубку президента АФК пройшов в 2005 році в Непалі. Дордой отримав право зіграти в ньому, як чемпіон Киргизстану 2004 року. Всього в турнірі брало участь 8 клубів, які стали чемпіонами своїх країн. Вони були розбиті на дві групи - по чотири команди в кожній. Дордой потрапив до групи «Б» разом з: шрі-ланкійським «Блю-Стар», пакистанським «УАПДА» і камбоджійським «Хеллоу Юнайтед» (нині - Пномпень Краун). Всі матчі Кубку президента АФК 2005 проходили на стадіонах «Хелчоук» і «Дашарат Рангасала» в Катманду.ref name=autogenerated20130604-3 /> Перший матч «Дордой» зіграв 5 травня в ролі номінального господаря проти «Хеллоу Юнайтед». Дебютний для Дордоя матч почався о 14:15 за місцевим часом. Після першого тайму киргизький клуб вже мав суттєву перевагу з рахунком 5:1. А підсумковий рахунок матчу був 6:1. По два рази відзначилися на полі стадіону «Хелчоук» Марлен Касимов (24'і 43') та Андрій Краснов (25 'і 39'). По одному голу на рахунку Сергія Чікішева (28') та Валерія Березовського (71'). Потім Дордой грав 7 травня проти «Блю Стар» на поле стадіону «Дашарат Рангасала». Дордой знову обіграв суперника з розгромним рахунком 8:1 (5:1 після першого тайму). Заключним матч групового етапу для Дордоя став матч проти пакистанського клубу УАПДА. Його дордойці програли з мінімальним рахунком 1:0. Ворота Владислава Волкова на 81-й хвилині вразив Аріф Мехмуд. Однак перемога не врятувала пакистанський клуб і в півфінал вийшли Дордой та Блю-Стар.
У півфіналі суперником Дордоя став непальська клуб «Три Старз» (в перекладі з англійської - три зірки), який посів друге місце в групі «А». Матч був зіграний 12 травня і завершився в основний час нульовою нічиєю. Долю матчу вирішували одинадцятиметрові удари. За їх підсумками, Дордой переміг з рахунком 4:3 і вийшов до фіналу.
Фінальний матч відбувся 14 травня на стадіоні «Дашрат Рангасала». Дордой зустрічався з командою із сусіднього Таджикистану «Регар-ТадАЗ». Після першого тайму Дордой програвав з мінімальним рахунком 0:1. Однак до кінця матчу рахунок був вже 0:3 на користь таджиків. В результаті, Дордой посів друге місце в першому розіграші Кубку президента АФК, що було непоганим досягненням для киргизької команди. Головним тренером Дордоя на турнірі був Михайло Тягусов.
У лютому 2015 року «Дордой» дебютував в Кубку АФК з програшу туркменському «Ахалу» (1:0).

## Досягнення
- Топ-Ліга
  -  Чемпіон (13): 2004, 2005, 2006, 2007, 2008, 2009, 2011, 2012, 2014, 2018, 2019, 2020, 2021
  -  Віце-чемпіон (5): 2010, 2013, 2015, 2016, 2024
  -  Третє місце (5): 2001, 2002, 2003, 2017, 2023

- Кубок Киргизстану
  -  Переможець (10): 2004, 2005, 2006, 2008, 2010, 2012, 2014, 2016, 2017, 2018
  -  Фіналіст (2): 2013, 2019

- Суперкубок Киргизстану
  -  Переможець (6): 2012, 2013, 2014, 2019, 2021, 2022
  -  Фіналіст (3): 2011, 2017, 2018[25]

- Кубок президента АФК
  -  Переможець (2): 2006, 2007
  -  Фіналіст (4): 2005, 2008, 2009, 2010
  - 3-4-ті місця (1): 2012

## Статистика виступів у національних турнірах
| Сезон | Ліга | Ліга | Ліга | Ліга | Ліга | Ліга | Ліга | Ліга | Ліга | Кубок Киргизстану | Бомбардир          | Бомбардир |
| Сезон | Див. | Міс. | Іг.  | В    | Н    | П    | ЗМ   | ПМ   | О    | Кубок Киргизстану | Ім'я               | В лізі    |
| ----- | ---- | ---- | ---- | ---- | ---- | ---- | ---- | ---- | ---- | ----------------- | ------------------ | --------- |
| 1999  | 1-ий | 5    | 22   | 11   | 0    | 11   | 37   | 40   | 33   |                   |                    |           |
| 2000  | 1-ий | 6    | 22   | 11   | 4    | 7    | 44   | 29   | 37   |                   |                    |           |
| 2001  | 1-ий | 3    | 28   | 16   | 5    | 7    | 63   | 35   | 53   |                   |                    |           |
| 2002  | 1-ий | 3    | 18   | 12   | 3    | 3    | 43   | 13   | 39   |                   |                    |           |
| 2003  | 1-ий | 3    | 34   | 27   | 3    | 4    | 120  | 18   | 84   |                   |                    |           |
| 2004  | 1-ий | 1    | 36   | 32   | 2    | 2    | 126  | 17   | 98   | Переможець        | Замірбек Жумагулов | 28        |
| 2005  | 1-ий | 1    | 24   | 19   | 3    | 2    | 67   | 12   | 60   | Переможець        | Замірбек Жумагулов | 16        |
| 2006  | 1-ий | 1    | 10   | 7    | 3    | 0    | 29   | 1    | 24   | Переможець        | Азамат Ішенбаєв    | 13        |
| 2007  | 1-ий | 1    | 32   | 24   | 4    | 4    | 73   | 19   | 76   | 1/4 фіналу        | Азамат Ішенбаєв    | 13        |
| 2008  | 1-ий | 1    | 16   | 12   | 3    | 1    | 34   | 5    | 39   | Переможець        | Девід Тетте        | 13        |
| 2009  | 1-ий | 1    | 22   | 16   | 5    | 1    | 62   | 12   | 53   | 1/32 фіналу       | Максим Кретов      | 21        |
| 2010  | 1-ий | 2    | 20   | 13   | 3    | 4    | 43   | 18   | 42   | Фіналіст          | Девід Тетте        | 11        |
| 2011  | 1-ий | 1    | 20   | 15   | 3    | 2    | 54   | 25   | 48   | 1/2 фіналу        | Каюмжан Шаріпов    | 10        |
| 2012  | 1-ий | 1    | 28   | 24   | 2    | 2    | 89   | 17   | 74   | Переможець        | Каюмжан Шаріпов    | 17        |
| 2013  | 1-ий | 2    | 20   | 12   | 4    | 4    | 53   | 16   | 40   | Фіналіст          | Мірлан Мурзаєв     | 12        |
| 2014  | 1-ий | 1    | 20   | 15   | 3    | 2    | 67   | 8    | 48   | Переможець        | Калімулла Хан      | 18        |
| 2015  | 1-ий | 2    | 20   | 13   | 3    | 4    | 60   | 22   | 42   |                   | Мірлан Мурзаєв     | 15        |

## Статистика виступів на континентальних турнірах
| Сезон | Змагання             | Раунд            |              | Клуб                    | Рахунок              |              |              |
| ----- | -------------------- | ---------------- | ------------ | ----------------------- | -------------------- | ------------ | ------------ |
| 2005  | Кубок президента АФК | Груповий етап    | Камбоджа     | Пномпень Кроун          | 6–1                  |              |              |
| 2005  | Кубок президента АФК | Груповий етап    | Шрі-Ланка    | Блю Стар                | 8–1                  |              |              |
| 2005  | Кубок президента АФК | Груповий етап    | Пакистан     | ВАПДА                   | 0–1                  |              |              |
| 2005  | Кубок президента АФК | 1/2 фіналу       | Непал        | Три Стар                | 0–0 (дод.ч.), (пен.) |              |              |
| 2005  | Кубок президента АФК | Фінал            | Таджикистан  | Регар-ТадАЗ             | 0–3                  |              |              |
| 2006  | Кубок президента АФК | Груповий етап    | Таджикистан  | Вахш                    | 0–3                  |              |              |
| 2006  | Кубок президента АФК | Груповий етап    | Шрі-Ланка    | Ратнам                  | 3–0                  |              |              |
| 2006  | Кубок президента АФК | Груповий етап    | Непал        | Мананг Маршангді        | 2–0                  |              |              |
| 2006  | Кубок президента АФК | 1/2 фіналу       | Камбоджа     | Хемара Кеіла            | 3–0                  |              |              |
| 2006  | Кубок президента АФК | Фінал            | Таджикистан  | Вахш                    | 2–1 (дод.ч.)         |              |              |
| 2007  | Кубок президента АФК | Груповий етап    | Камбоджа     | Хемара Кеіла            | 4–0                  |              |              |
| 2007  | Кубок президента АФК | Груповий етап    | Непал        | Махендра Поліс          | 3–0                  |              |              |
| 2007  | Кубок президента АФК | Груповий етап    | Тайвань      | Татунг                  | 5–0                  |              |              |
| 2007  | Кубок президента АФК | 1/2 фіналу       | Шрі-Ланка    | Ратнам                  | 1–1 (дод.ч.), (пен.) |              |              |
| 2007  | Кубок президента АФК | Фінал            | Непал        | Махендра Поліс          | 2–1                  |              |              |
| 2008  | Кубок президента АФК | Груповий етап    | Тайвань      | ФК «Тайпавер»           | 3–0                  |              |              |
| 2008  | Кубок президента АФК | Груповий етап    | Камбоджа     | Нагакорп                | 2–0                  |              |              |
| 2008  | Кубок президента АФК | 1/2 фіналу       | Непал        | Непал Поліс Клаб        | 0–0 (пен.)           |              |              |
| 2008  | Кубок президента АФК | Фінал            | Таджикистан  | Регар-ТадАЗ             | 1–1 (пен.)           |              |              |
| 2009  | Кубок президента АФК | Груповий етап    | Бутан        | Єедзін                  | 7–0                  |              |              |
| 2009  | Кубок президента АФК | Груповий етап    | Камбоджа     | Пномпень Кроун          | 3–1                  |              |              |
| 2009  | Кубок президента АФК | Груповий етап    | М'янма       | Канбавза                | 2–1                  |              |              |
| 2009  | Кубок президента АФК | 1/2 фіналу       | Туркменістан | Ашгабат                 | 2–1                  |              |              |
| 2009  | Кубок президента АФК | Фінал            | Таджикистан  | Регар-ТадАЗ             | 0–2                  |              |              |
| 2010  | Кубок президента АФК | Груповий етап    | Тайвань      | Хасус НТКПЕ             | 5–0                  |              |              |
| 2010  | Кубок президента АФК | Груповий етап    | Непал        | Нью-Роад Тім            | 3–0                  |              |              |
| 2010  | Кубок президента АФК | Груповий етап    | Бангладеш    | Абахані Лімітед (Дакка) | 0–0                  |              |              |
| 2010  | Кубок президента АФК | 1/2 фіналу       | Туркменістан | МТТУ                    | 2–0                  |              |              |
| 2010  | Кубок президента АФК | Фінал            | М'янма       | Яданарбон               | 0–1 (дод.ч.)         | 0–1 (дод.ч.) | 0–1 (дод.ч.) |
| 2015  | Кубок АФК            | Попередній раунд | Туркменістан | Ахал                    | 0–1                  |              |              |
| 2017  | Кубок АФК            | Попередній раунд | Макао        | Бенфіка (Макао)         |                      |              |              |
| 2017  | Кубок АФК            | Попередній раунд | Гуам         | Роверз (Гуам)           |                      |              |              |

## Склад команди
Поточний склад команди :

### Основний склад
| №  | Поз. | Нац.       | Гравець           |
| -- | ---- | ---------- | ----------------- |
|    | ВР   | Киргизстан | Руслан Джанибеков |
| 16 | ВР   | Киргизстан | Максим Зінченко   |
| 1  | ВР   | Киргизстан | Владислав Волков  |
|    | ВР   | Киргизстан | Максим Агапов     |
|    | ЗХ   | Киргизстан | Єгор Найденов     |
|    | ЗХ   | Киргизстан | Азамат Байматов   |
|    | ЗХ   | Киргизстан | Курсан Шератов    |
|    | ЗХ   | Киргизстан | Кайрат Кольбаєв   |
| 3  | ЗХ   | Киргизстан | Талант Самсалієв  |
| 8  | ЗХ   | Киргизстан | Даврон Аскаров    |
| 17 | ЗХ   | Гана       | Тего Армах        |
| 22 | ЗХ   | Киргизстан | Фарух Абітов      |

| №  | Поз. | Нац.       | Гравець            |
| -- | ---- | ---------- | ------------------ |
| 26 | ЗХ   | Киргизстан | Адил Бекболотов    |
| 19 | ПЗ   | Бразилія   | Джанкарло Превіато |
| 23 | ПЗ   | Пакистан   | Саддам Хусейн      |
| 24 | ПЗ   | Киргизстан | Санжар Шаршеев     |
|    | ПЗ   | Пакистан   | Мухаммад Адил      |
|    | ПЗ   | Киргизстан | Бекжан Сагинбаєв   |
| 11 | ПЗ   | Киргизстан | Іслам Шамшієв      |
| 77 | ПЗ   | Киргизстан | Авазбек Откєєв     |
| 20 | ПЗ   | Киргизстан | Ельхан Темірбаєв   |
| 12 | ПЗ   | Киргизстан | Вадим Харченко     |
| 9  | НП   | Пакистан   | Калімулла          |
| 25 | НП   | Киргизстан | Тетте Брюс         |